# Alexios III Angelos
Alexios III Angelos (tiếng Hy Lạp: Αλέξιος Γ' Άγγελος) (khoảng 1153 – 1211) là Hoàng đế Đông La Mã từ tháng 3 năm 1195 cho đến ngày 17/18 tháng 7 năm 1203. Là một thành viên có mối liên hệ gần gũi với dòng tộc Angelos, Alexios đã lên ngôi hoàng đế sau khi phế truất, chọc mù mắt và tống giam hoàng đệ Isaakios II Angelos. Sự kiện quan trọng nhất dưới thời ông trị vì chính là thủ đô Constantinopolis bị Thập tự quân vây đánh năm 1203, nhân danh thái tử Alexios IV Angelos. Alexios III đã tiếp quản việc phòng vệ của thành phố này với sự quản lý yếu kém, sau đó chạy trốn khỏi kinh thành vào ban đêm với một trong ba cô con gái của mình. Từ chỗ Adrianopolis, và sau là Mosynopolis, ông đã chuốc lấy thất bại khi đang cố gắng cố gắng tập hợp những người ủng hộ mình, để rồi bị bắt làm tù binh trong tay Hầu tước Bonifacius xứ Montferrat. Ông phải bỏ tiền ra chuộc mạng, rồi đi tới Tiểu Á mưu tính trừ khử con rể là Theodoros Laskaris, không may âm mưu bại lộ, người con rể tức giận sai người bắt giam Alexios III và buộc ông sống nốt phần đời còn lại cho đến khi mất tại Tu viện Hyakinthos ở Nicaea.

## Thuở hàn vi
Alexios III Angelos là con thứ hai của Andronikos Doukas Angelos và Euphrosyne Kastamonitissa. Bản thân Andronikos chính là con trai của Theodora Komnene Angelina, con gái út của Hoàng đế Alexios I Komnenos và Hoàng hậu Eirene Doukaina. Như vậy Alexios Angelos là thành viên có mối liên hệ huyến thống gần gũi với hoàng gia. Cùng với cha anh của mình, Alexios mưu tính chống lại hoàng đế Andronikos I Komnenos (k. 1183), và do đó ông đã phải sống lưu vong trong nhiều năm liền tại triều đình các xứ Hồi giáo, bao gồm cả Saladin.
Người em út Isaakios của ông bị đe doạ hành quyết theo lệnh của Andronikos I, người anh em họ đầu tiên trong dòng tộc bị trừ khử một lần nữa, vào ngày 11 tháng 9 năm 1185. Isaakios đã tấn công tuyệt vọng vào đám mật vụ của triều đình và giết chết vị lãnh đạo của họ là Stephanos Hagiochristophorites. Sau đó ông chạy sang lánh nạn trong nhà thờ Hagia Sophia và kêu gọi dân chúng phản kháng vụ việc này. Hành động của ông đã gây ra một cuộc bạo loạn, khiến Andronikos I bị phế truất và Isaakios được tôn lên ngôi hoàng đế. Alexios giờ đây lại đến gần với ngai vàng hơn bao giờ hết.

## Triều đại

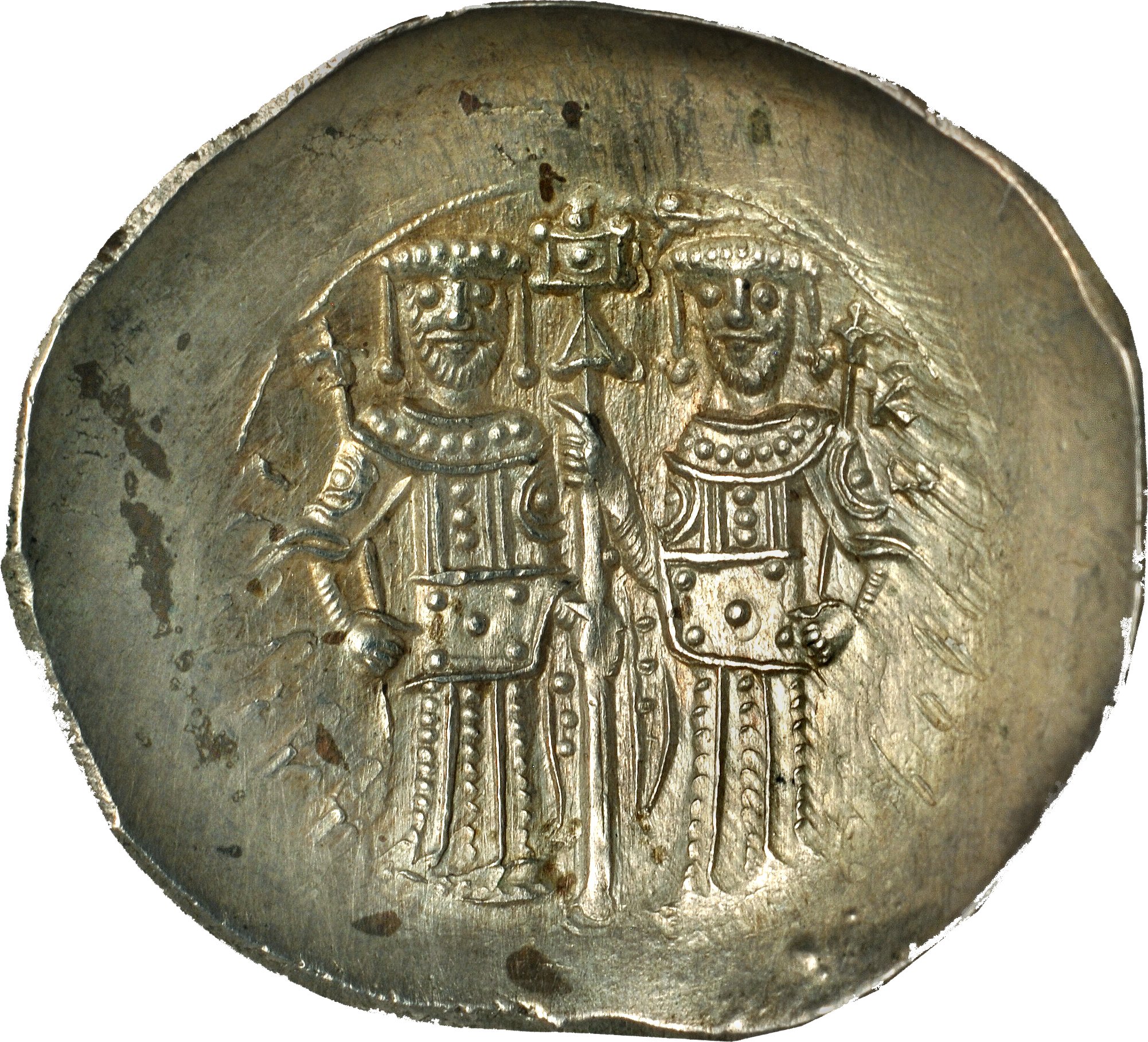
Alexios III Angelos

Đến năm 1190 Alexios đã trở lại triều đình của người em út, và từ đó ông nhận được danh hiệu cao quý sebastokratōr. Tháng 3 năm 1195 trong lúc Isaakios II đang bận đi săn ở Thracia, Alexios được binh sĩ phò tá làm hoàng đế với sự ủng hộ ngầm từ vợ của Alexios là Euphrosyne Doukaina Kamatera. Alexios đã bắt được Isaakios tại thành Stagira ở vùng Makedonia, sai người móc mắt, và từ đó trở thành một tù nhân bí mật, mặc dù trước đây đã từng được Alexios bỏ tiền chuộc ra khỏi chốn lao tù tại Antiochia và tận hưởng quyền cao chức trọng trong triều.
Để bù đắp cho tội ác này và củng cố vị thế của mình với tư cách là hoàng đế, Alexios đã phải bỏ ra rất nhiều tiền của nhằm lấp đầy ngân khố, và tùy tiện cho phép các sĩ quan quân đội được rời khỏi Đế quốc thực sự không có khả năng tự vệ. Những hành động này chắc chắn dẫn tới sự hủy hoại nền tài chính quốc gia. Giáng Sinh năm 1196, Hoàng đế La Mã Thần thánh Heinrich VI đã cố gắng buộc Alexios phải trả cho ông cống phẩm trị giá 5.000 pound (sau đó đã đàm phán giảm xuống mức 1.600 pound) vàng hoặc phải đối mặt với một cuộc xâm lược. Alexios đã gom góp tiền bằng cách cướp phá lăng mộ các đời vua trước tại nhà thờ các Thánh Tông Đồ và đánh thuế nặng dân chúng, dù cái chết của Heinrich vào tháng 9 năm 1197 có nghĩa là vàng sẽ chẳng bao giờ được mang đến nữa. Vị hoàng hậu tài năng và cương nghị Euphrosyne đã cố gắng trong vô vọng hòng giữ vững lòng tin của Alexios và triều thần của mình; Vatatzes, sủng thần của bà trong những nỗ lực cải cách đương thời, đã bị ám sát theo lệnh của hoàng đế.
Ở phía đông, lãnh địa của Đế quốc bị người Thổ Seljuk giày xéo; từ miền bắc, Vương quốc Hungary và quân khởi nghĩa người Bulgaria và Vlach tràn xuống như thác đổ tàn phá không nương tay các tỉnh vùng Balkan của Đế quốc, đôi lúc còn thâm nhập đến tận Hy Lạp, trong khi Alexios tiêu xài phung phí quốc khố vào việc xây cất cung điện và vườn tược, đồng thời cố xử lý cuộc khủng hoảng thông qua các phương tiện ngoại giao. Những nỗ lực của Hoàng đế nhằm tăng cường sự bảo vệ đế quốc bằng những nhượng bộ đặc biệt cho giới pronoia (giai cấp quý tộc) ở vùng biên cương trọng yếu vì nó đã làm tăng tính tự chủ cho địa phương đó. Chủ quyền của Đông La Mã vẫn còn tồn tại nhưng đã yếu đi nhiều so với các thời trước.

## Thập tự chinh thứ tư
Ngay sau đó, Alexios bị đe dọa bởi một mối nguy hiểm mới và đáng sợ hơn nhiều. Năm 1202, binh lính được triệu tập tại thành Venezia nhằm khởi động cuộc Thập tự chinh thứ tư. Alexios IV Angelos, con trai của vị hoàng đế bị phế truất Isaakios II, vừa trốn khỏi Constantinopolis và giờ ra lời kêu gọi Thập tự quân giúp mình, hứa hẹn kết thúc sự ly giáo giữa Giáo hội phương Đông và phương Tây, chi trả kinh phí di chuyển, và cung cấp quân viện nếu họ giúp ông phế bỏ chú mình và đưa phụ hoàng trở lại ngôi báu.
Thập tự quân mà mục tiêu chính nằm ở Ai Cập, đã được thuyết phục đổi hướng sang Constantinopolis, đặt chân đến nơi này vào tháng 6 năm 1203, tuyên bố Alexios IV là Hoàng đế hợp pháp, và mời cư dân thủ đô phế bỏ chú của ông. Alexios III đã không có biện pháp hữu hiệu nào để chống lại, và những nỗ lực của ông nhằm hối lộ Thập tự quân đều thất bại. Con rể Theodoros Laskaris, là người duy nhất cố gắng làm điều gì đó có ý nghĩa trong tình hình dầu sôi lửa bỏng, đã bị đánh bại tại Scutari, và Thập tự quân bắt đầu vây hãm kinh thành Constantinopolis. Thật không may cho thành phố này, sự quản lý tồi tệ của Alexios III đã để lại cho hải quân Đông La Mã với chỉ 20 tàu hulk (tàu thủy cũ dùng làm trại giam) mục nát cũ kỹ vào thời điểm Thập tự quân tiến công.
Vào tháng 7, Thập tự quân dưới sự lãnh đạo của viên Tổng trấn Enrico Dandolo, đã bắc thang trèo tường và kiểm soát một phần lớn thành phố. Trong cuộc chiến tiếp theo, Thập tự quân cho phóng hỏa toàn thành phố, khiến hơn 20.000 người mất nhà cửa. Vào ngày 17 tháng 7, Alexios III cuối cùng đã bắt tay vào hành động và chỉ huy 17 binh đoàn từ Cổng St. Romanus, lấy thế mạnh quân đông áp đảo địch. Tuy vậy, lòng dũng cảm của ông không mấy tác dụng và quân đội Đông La Mã đã rút về thành phố mà không chút kháng cự. Quần thần bất bình yêu cầu đánh tiếp, và Alexios III hứa sẽ chiến đấu hết mình. Thay vào đấy, đêm hôm đó (17/18 tháng 7), Alexios III ẩn náu trong cung điện, đi cùng với một trong những cô con gái của ông, Eirene, và đem theo cả một kho báu (1.000 pound vàng) tự mình gom góp lấy, vội vàng xuống thuyền và trốn sang xứ Debeltos ở Thracia, bỏ mặc vợ con lại đằng sau. Isaakios II, đã thoát khỏi chốn ngục tù và khoác trên người bộ hoàng bào màu tía một lần nữa, vui mừng khôn xiết vì được đoàn tụ cùng con mình là thái tử Alexios sau nối ngôi lấy hiệu là Alexios IV.

## Lưu vong
Alexios III ra sức chống đối chế độ mới từ Adrianopolis và sau là Mosynopolis, với sự gia nhập của kẻ tiếm ngôi Alexios V Doukas Mourtzouphlos vào tháng 4 năm 1204 sau khi Constantinopolis rơi vào tay Thập tự quân và Đế quốc Latinh vừa thành lập. Lúc đầu Alexios III đối xử Alexios V rất tốt, thậm chí cho phép ông lấy con gái mình Eudokia Angelina. Về sau Alexios V bị bố vợ chọc mù mắt và bỏ rơi, đành trốn sang xứ Thessaly tránh khỏi tầm ngắm của Thập tự quân. Tại đây Alexios III với Euphrosyne cuối cùng đã đầu hàng Hầu tước Bonifac xứ Montferrat, kẻ tự phong mình làm vua xứ Thessaloniki.
Alexios III đã cố gắng chạy trốn khỏi "sự che chở" của Bonifacius vào năm 1205, tìm kiếm nơi trú ẩn với Mikhael I Komnenos Doukas, tiểu vương xứ Ípeiros. Bị Bonifacius bắt giữ, Alexios và đoàn tùy tùng của ông đã được gửi đến vùng Montferrat trước khi được đưa về Thessaloniki vào khoảng năm 1209. Tại thời điểm đó, vị hoàng đế bị truất phế lại được Mikhael I trả tiền chuộc và dời sang vùng Tiểu Á, là nơi mà con rể của Alexios tên gọi Theodoros Laskaris - nay là Hoàng đế Nicaea - đang giữ ông trong tay hòng chống lại người Latinh. Ở đây, Alexios đã âm mưu chống lại con rể của mình sau khi người này từ chối công nhận quyền hành của ông, nhận được sự ủng hộ của Kaykhusraw I, Hồi vương xứ Rûm. Trong trận đánh ở Antiochia trên bờ Meander vào năm 1211, hồi vương đại bại và bỏ mạng nơi sa trường, riêng Alexios thì bị Theodoros Laskaris bắt làm tù binh. Rồi sau bị giam giữ tại một tu viện ở Nicaea, và sống nốt quãng đời còn lại cho tới khi qua đời cùng năm đó.

## Gia quyến
Alexios có với hoàng hậu Euphrosyne Doukaina Kamatera ba cô con gái:
- Eirene Angelina, hạ giá lấy (1) Andronikos Kontostephanos, và (2) Alexios Palaiologos, mà về sau là bà ngoại của Hoàng đế Mikhael VIII Palaiologos.
- Anna Angelina, hạ giá lấy (1) sebastokratōr Isaakios Komnenos, chắt của Hoàng đế Manouel I Komnenos, và (2) Theodoros Laskaris, Hoàng đế Nicaea.
- Eudokia Angelina, hạ giá lấy (1) Vua xứ Serbia Stefan Nemanjić, rồi sau lấy (2) Hoàng đế Alexios V Doukas, và (3) Leo Sgouros, tiểu vương xứ Korinthos.